# Chkrootkit
Chkrootkit (en inglés: Check Rootkit) es un programa informático de consola, común en sistemas operativos Unix y derivados. Permite localizar rootkits conocidos, realizando múltiples pruebas en las que busca entre los binarios modificados por dicho software. Este guion de consola usa herramientas comunes de UNIX/Linux como las órdenes strings y grep para buscar entre los ejecutables del sistema firmas de rootkits conocidos para estos sistemas operativos y comparar de forma transversal el directorio /proc con la salida de la orden ps (estado de los procesos (process status)) para buscar discrepancias. Básicamente hace múltiples comprobaciones para detectar todo tipo de rootkits y ficheros maliciosos.
Puede ser utilizado desde un "disco de respaldo" (típicamente un LiveCD) 
o puede utilizar opcionalmente un directorio alternativo desde el cual ejecutar todas sus órdenes. Estas técnicas permiten que chkrootkit confíe en las órdenes de las cuales depende un poco más.
Existen limitaciones inherentes en la confiabilidad de cualquier programa que procure detectar compromisos (tales como rootkits y virus informáticos). Los nuevos rootkits pueden específicamente intentar detectar y comprometer copias del programa chkrootkit o tomar otras medidas para evadir las detecciones que éste efectúa.